# Chiesa di San Biagio (Lodi)
La chiesa di San Biagio era una chiesa parrocchiale cattolica della città italiana di Lodi, sconsacrata a fine Settecento e in seguito scomparsa.

## Storia
Secondo l'Agnelli, la chiesa di San Biagio avrebbe avuto origine nei primi tempi della nuova Lodi (fondata nel 1158 dopo la distruzione della vecchia città ad opera dei milanesi); il Ciseri cita invece come prima testimonianza della sua esistenza un documento del 1496.
Nel 1575, per decisione del vescovo Antonio Scarampi, il territorio della parrocchia di San Biagio venne ampliato annettendovi parte della soppressa parrocchia di San Leonardo.
Nel corso dei secoli la chiesa di San Biagio venne beneficiata dalle famiglie Cadamosto, Dardanoni e Sommariva, che risiedevano nei pressi (i palazzi Cadamosto e Sommariva si trovano nelle immediate vicinanze).
Fino al 1731 era rettoria; in tale anno il vescovo monsignor Mezzabarba la trasformò in prepositura.
La parrocchia di San Biagio fu soppressa il 26 aprile 1789 e accorpata alla parrocchia di San Salvatore. Il fabbricato venne trasformato e in esso aprì nel 1852 il Teatro Barbetta (detto anche «di San Biagio»), che fu molto popolare durante l'Ottocento; infine nel 1900 fu chiuso per motivi di sicurezza pubblica e trasformato in abitazioni.

## Caratteristiche

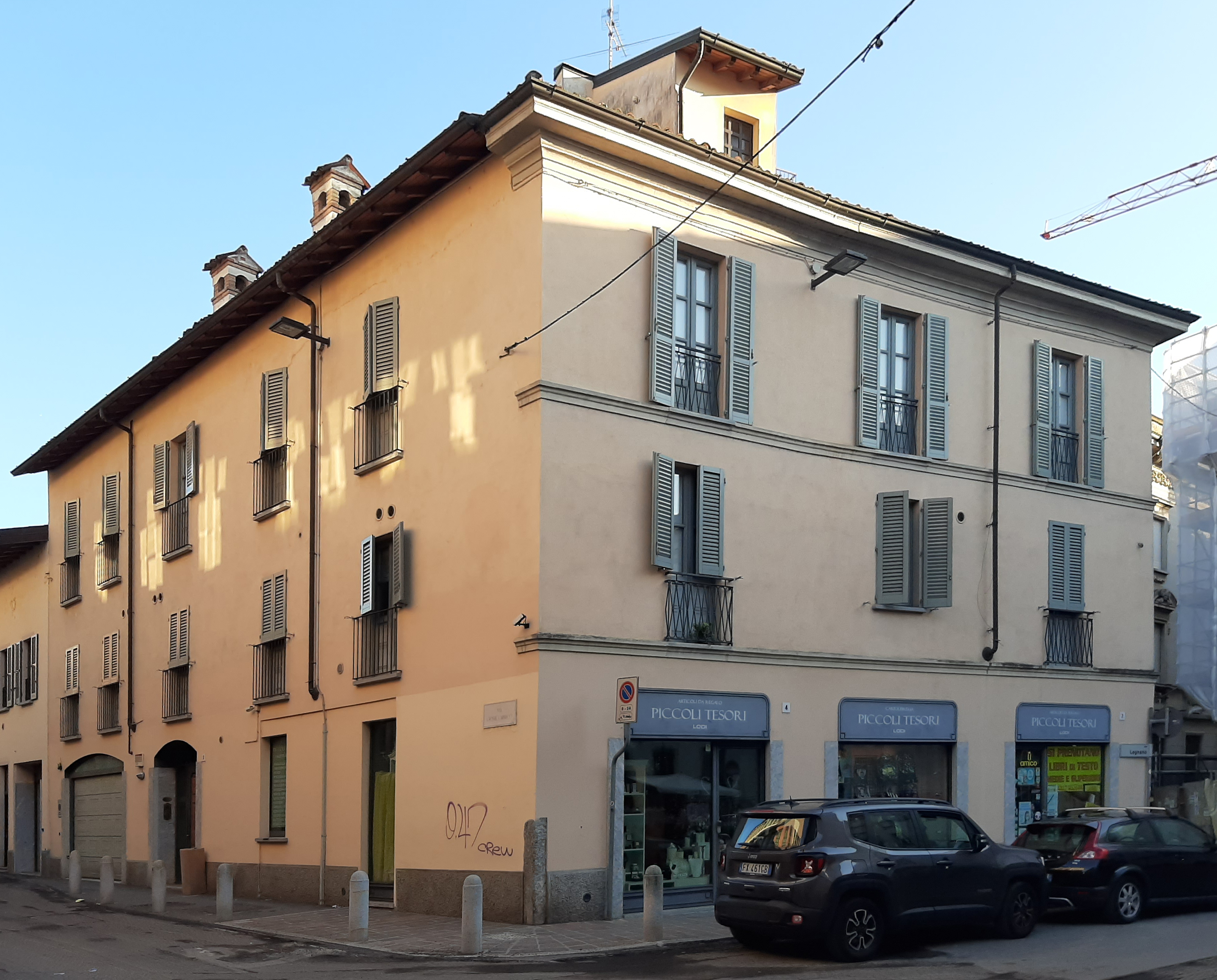
L'edificio di via Carducci n. 2, costruito sull'area della chiesa di San Biagio

La chiesa era posta sull'area poi occupata dal fabbricato di via Carducci n. 2, con la facciata verso via Legnano e il fianco destro verso corso Roma.
All'interno si conservava un'ancona ritenuta di Callisto Piazza, che dopo la soppressione venne trasferita alla chiesa delle Grazie ma in seguito distrutta per le pessime condizioni in cui si trovava.